# Joshua Hartmann
Joshua Hartmann, född 9 juni 1999, är en tysk friidrottare som tävlar i kortdistanslöpning.

## Karriär
Hartmann ingick i det tyska laget som tog guld på 4x100 meter vid europeiska spelen 2023.